# Aleuroputeus baccaureae
Aleuroputeus baccaureae là một loài côn trùng cánh nửa trong họ Aleyrodidae, phân họ Aleyrodinae.
Aleuroputeus baccaureae được Corbett miêu tả khoa học đầu tiên năm 1935.